# Mouadjebara
Mouadjebara ou Moudjebara (em árabe: مجبر) é uma cidade e comuna localizada na província de Djelfa, Argélia. Segundo De acordo com o censo de 2008, a população total da cidade era de 14 052 habitantes.